# Стрептококковый фарингит
Стрептококковый фарингит или стрептококковая ангина — инфекция задней стенки глотки, включая миндалины, вызванная стрептококком группы А. Общие симптомы включают лихорадку, боль в горле, красные миндалины и увеличенные лимфатические узлы на шее. Также могут возникнуть головная боль, тошнота или рвота. У некоторых появляется сыпь, похожая на наждачную бумагу, — скарлатина. Симптомы обычно появляются через один—три дня после заражения и продолжаются от 7 до 10 дней.
Стрептококковая ангина распространяется воздушно-капельным путем от инфицированного человека. Она может распространяться напрямую или при прикосновении к чему-либо, на чём осели инфицированные капли, а затем при прикосновении ко рту, носу или глазам. Некоторые люди могут быть бессимптомными носителями бактерий. Инфекция также может передаваться через кожу, инфицированную стрептококком группы А. Диагноз ставится на основании результатов экспресс-теста на обнаружение антигена или посева из горла у тех, у кого есть симптомы.
Профилактика заключается в мытье рук и отказе от совместного использования посуды. Вакцины от болезни не существует. Лечение антибиотиками рекомендуется только лицам с подтвержденным диагнозом. Инфицированные должны держаться подальше от других людей в течение как минимум 24 часов после начала лечения. Боль можно лечить парацетамолом и нестероидными противовоспалительными препаратами (НПВП), такими как ибупрофен.
Стрептококковая ангина — распространенная бактериальная инфекция у детей, чаще всего ей болеют дети в возрасте от 5 до 15 лет. Является причиной 15—40 % случаев ангины среди детей и 5—15 % — среди взрослых. Случаи чаще встречаются в конце зимы и начале весны. Возможные осложнения включают ревматическую лихорадку и перитонзиллярный абсцесс.

## Симптомы
Типичные признаки стрептококкового фарингита — боль в горле, температура выше 38 °C (100 °F), экссудаты миндалин (гной на миндалинах) и большие лимфатические узлы на шее. Другие симптомы включают: головную боль, тошноту и рвоту, боль в животе, мышечную боль, скарлатинообразную сыпь или нёбные петехии, причем последнее является необычным, но весьма специфическим признаком. Симптомы обычно появляются через один-три дня после заражения и продолжаются 7—10 дней.
Стрептококковая инфекция маловероятна, если присутствуют симптомы красных глаз, охриплости голоса, насморка или язв во рту. Также стрептококковая инфекция маловероятна, если нет высокой температуры.

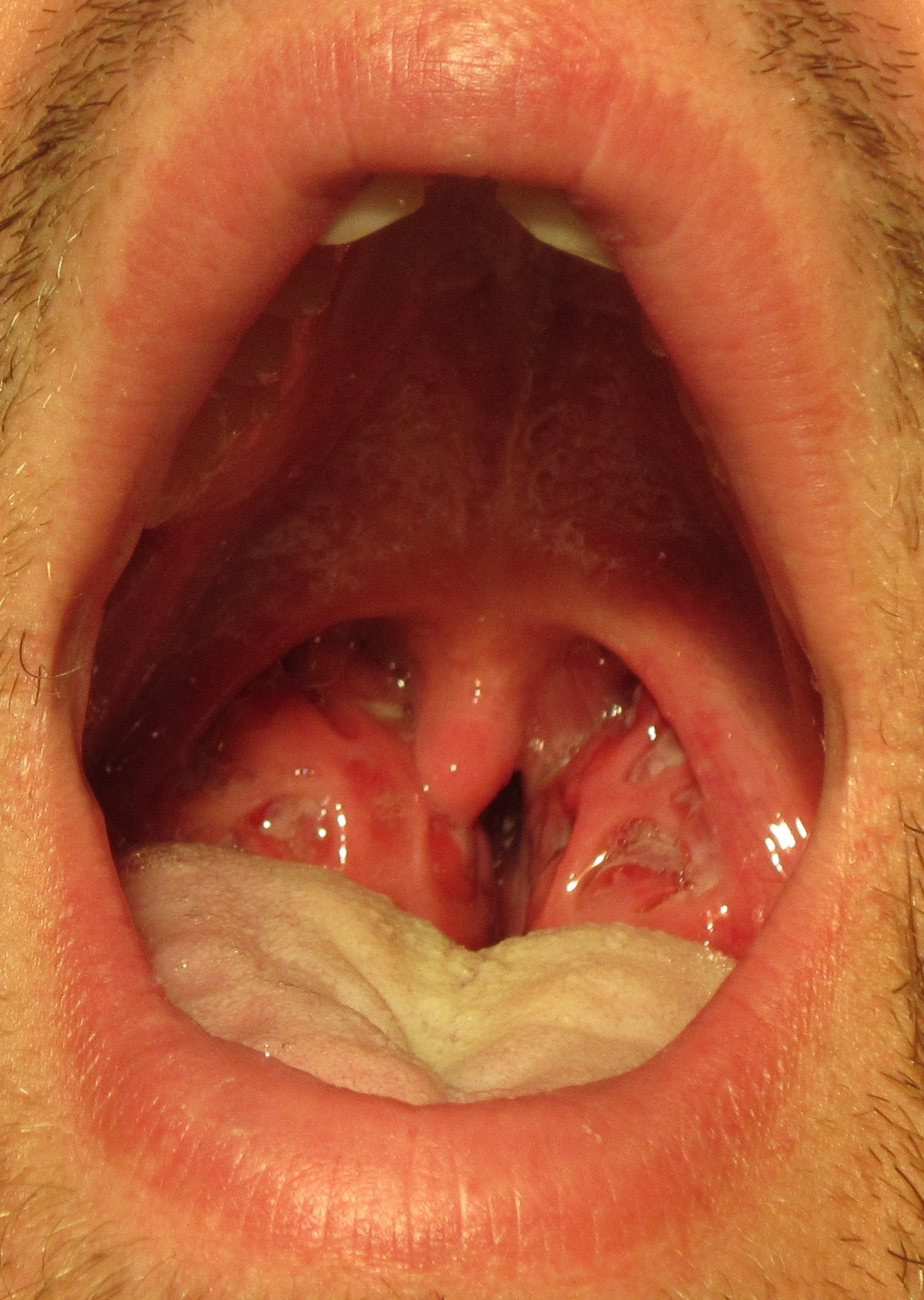
Широко открытый рот, демонстрирующий горло. Инфекция горла, подтверждённая через бактериальный посев на стрептококк группы A. Заметны большие миндалины с белым экссудатом.
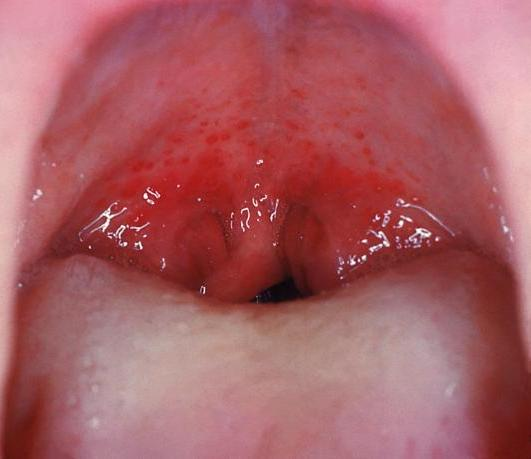
Широко открытый рот, демонстрирующий горло. Заметны петехеи и маленькие красные пятна на мягком нёбе. Данное проявление является редким, но очень специфичным для стрептококковой инфекции[12].
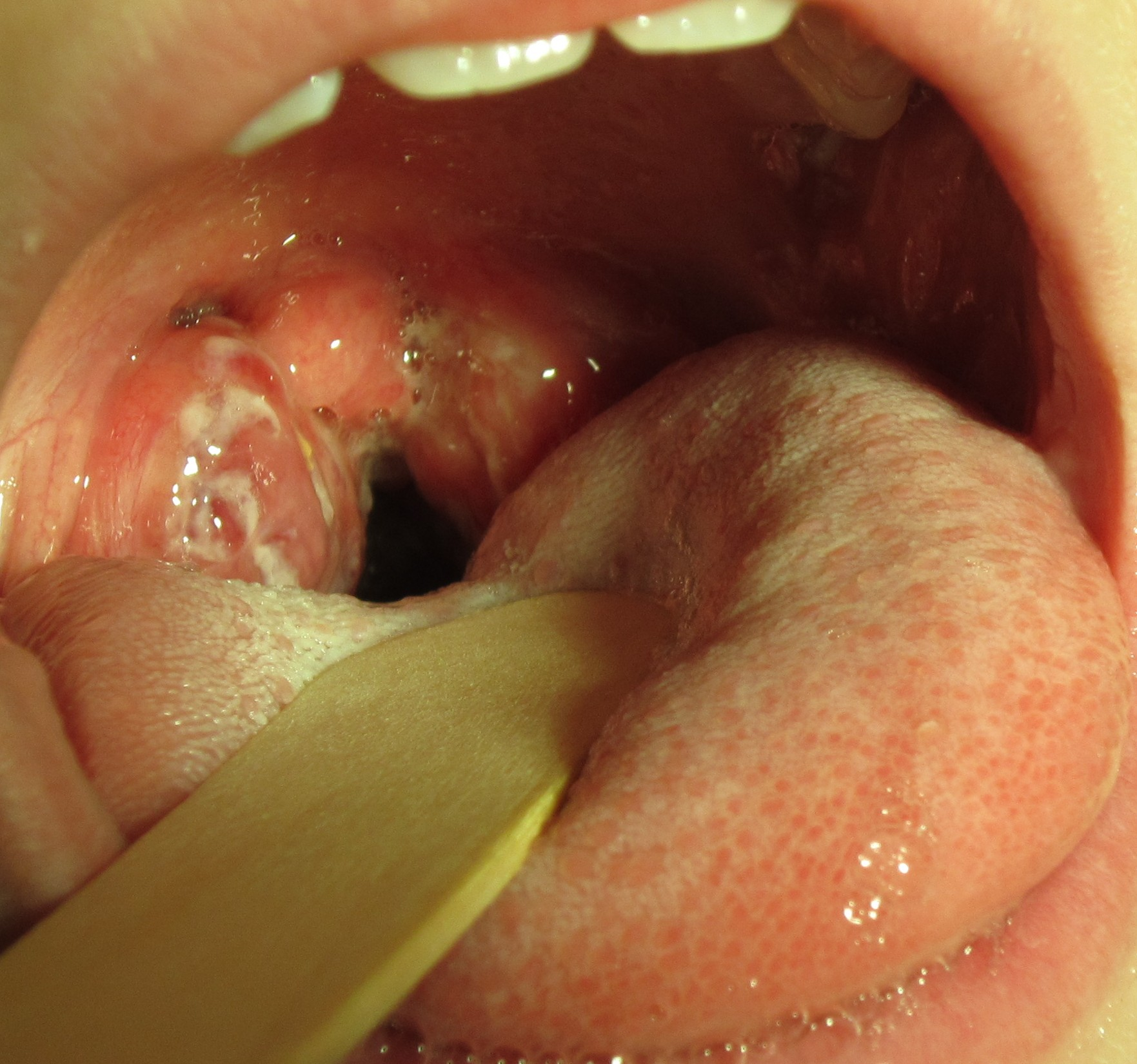
Большие миндалины в задней части глотки, покрытые белым экссудатом. Положительный посев на стрептококковый фарингит с типичным миндалинным экссудатом у 8-летнего ребенка.

## Этиология
Стрептококковая ангина вызывается β-гемолитическим стрептококком группы А, человек является единственным известным резервуаром для этой бактерии.  Другие бактерии, такие как β-гемолитические стрептококки, не относящиеся к группе А, и фузобактерии также могут вызывать фарингит. Он передается при непосредственном тесном контакте с инфицированным человеком; таким образом, скопление людей, которое наблюдается в армии и учебных заведениях, увеличивает скорость распространения инфекции. Высушенные бактерии из состава пыли не заразны, хотя влажные бактерии на зубных щетках или подобных предметах могут сохраняться до пятнадцати дней. Загрязненная пища может вызвать вспышки заболевания, но это случается редко. Среди детей без соответствующих симптомов 12 % несут бактерию в глотке. После лечения также примерно 15 % остаются носителями.

## Диагностика
| Баллы        | Вероятность стрептококка | Ведение                                        |
| ------------ | ------------------------ | ---------------------------------------------- |
| 1 или меньше | менее 10 %               | Посев или антибиотик не требуется              |
| 2            | 11 %-17 %                | Антибиотик на основе посева или экспресс-теста |
| 3            | 28 %-35 %                | Антибиотик на основе посева или экспресс-теста |
| 4 или 5      | 52 %                     | Эмпирические антибиотики                       |

Существует ряд систем оценки, помогающих с диагностикой, однако их использование вызывает споры из-за недостаточной точности. Модифицированные критерии Центора представляют собой набор из пяти критериев, а итоговый балл указывает на вероятность стрептококковой инфекции.
По одному баллу дается за каждый из следующих критериев:
- отсутствие кашля,
- опухшие и болезненные шейные лимфатические узлы,
- температура тела выше 38.0 °C (100,4 °F),
- тонзиллярный экссудат или отек,
- возраст менее 15 лет (если возраст более 44 лет, балл вычитается).

Оценка в один балл может указывать на отсутствие необходимости в лечении или культуре или может указывать на необходимость проведения дальнейшего тестирования, если существуют другие факторы высокого риска, например, больной этим заболеванием член семьи.
Американское общество инфекционных заболеваний не рекомендует эмпирическое лечение и считает антибиотики уместными только после положительного результата теста. Детям младше трёх лет обследование не требуется, так как стрептококковая инфекция группы А и ревматическая лихорадка встречаются редко, если только у ребенка нет брата или сестры с этим заболеванием.

### Лабораторное тестирование
Посев из горла является золотым стандартом для диагностики стрептококкового фарингита с чувствительностью 90-95 %. Также можно использовать экспресс-тест на стрептококк (также называемый экспресс-тестом на обнаружение антигена). Хотя экспресс-тест на стрептококк проходит быстрее, он имеет более низкую чувствительность (70 %), но почти такую же специфичность (98 %), что и посев из горла. В тех регионах мира, где ревматическая лихорадка встречается редко, отрицательного результата экспресс-теста на стрептококк достаточно, чтобы исключить заболевание.
Если по поводу диагноза есть сомнения, он устанавливается на основе посева из горла или экспресс-теста. У взрослых отрицательного экспресс-теста достаточно, чтобы исключить диагноз. Для подтверждения результата у детей рекомендуется посев из горла. Бессимптомных людей не следует регулярно проверять с помощью посева из горла или экспресс-тестов, потому что определенный процент населения постоянно «несёт» стрептококковые бактерии у себя в горле без каких-либо вредных последствий.

### Дифференциальный диагноз
Поскольку симптомы стрептококкового фарингита частично пересекаются с другими заболеваниями, постановка клинического диагноза может быть затруднена. Кашель, выделения из носа, диарея и красные раздраженные глаза в дополнение к лихорадке и боли в горле являются скорее признаками вирусного тонзиллита, чем стрептококковой ангины. Наличие выраженного увеличения лимфатических узлов наряду с болью в горле, лихорадкой и увеличением миндалин может наблюдаться при инфекционном мононуклеозе. Другие состояния, которые могут проявляться аналогичным образом, включают эпиглоттит, болезнь Кавасаки, острый ретровирусный синдром, синдром Лемьера, стенокардию Людвига, перитонзиллярный абсцесс и заглоточный абсцесс.

## Профилактика
Тонзиллэктомия может быть разумной профилактической мерой у людей с частыми инфекциями горла (более трёх в год). Однако польза невелика, и количество эпизодов обычно уменьшается со временем, независимо от принятых мер. Рецидивирующие эпизоды фарингита с положительным результатом теста на стрептококки группы А также могут быть связаны с хроническим носительством и рецидивирующими вирусными инфекциями. Не рекомендуется лечение людей, которые подверглись воздействию, но не имеют симптомов. Не рекомендуется лечение людей, являющихся носителями, поскольку риск распространения и осложнений невелик.

## Лечение
Нелеченный стрептококковый фарингит обычно проходит в течение нескольких дней. Лечение антибиотиками сокращает продолжительность острого заболевания примерно на 16 часов. Основная причина лечения антибиотиками — снизить риск таких осложнений, как ревматическая лихорадка и заглоточные абсцессы. Антибиотики предотвращают острую ревматическую лихорадку, если их вводить в течение 9 дней с момента появления симптомов. Ревматическая лихорадка является аутоиммунным заболеванием, которое может прогрессировать в хроническую ревматическую болезнь сердца.

### Болеутоляющие средства
Обезболивающие, такие как НПВП и парацетамол, помогают справиться с болью, связанной с ангиной. Также может быть полезен вязкий лидокаин. Хотя стероиды тоже могут помочь при боли они обычно не рекомендуются. Аспирин может применяться у взрослых, но он не рекомендуется детям из-за риска развития синдрома Рея.

### Антибиотики
Антибиотиком, который выбирают в США при стрептококковом фарингите, является пенициллин V из-за безопасности, стоимости и эффективности. Амоксициллин предпочитают в Европе. В Индии, где риск ревматической лихорадки выше, внутримышечный бензатин-пенициллин G является препаратом первого выбора.
Подходящие антибиотики уменьшают среднюю 3—5-дневную продолжительность симптомов примерно на один день, а также уменьшают заразность. В первую очередь они назначаются для уменьшения редких осложнений, таких как ревматизм и перитонзиллярный абсцесс. Аргументы в пользу лечения антибиотиками должны быть уравновешены рассмотрением возможных побочных эффектов, и разумно предположить, что противомикробное лечение не следует назначать здоровым взрослым, у которых есть побочные реакции на лекарства, или тем, у кого низкий риск осложнений. Антибиотики назначают при фарингите чаще, чем можно было бы ожидать, исходя из его распространенности.
Эритромицин и другие макролиды или клиндамицин рекомендуются людям с тяжелой аллергией на пенициллин. Цефалоспорины первого поколения могут использоваться при менее тяжелой аллергии, некоторые данные подтверждают, что цефалоспорины превосходят пенициллин. Эти антибиотики позднего поколения демонстрируют аналогичный эффект при назначении на 3-7 дней по сравнению со стандартным 10-дневным пенициллином при использовании в регионах с низким уровнем ревматической болезнью сердца. Стрептококковые инфекции также могут привести к острому гломерулонефриту, однако частота этого побочного эффекта не снижается при использовании антибиотиков.

## Прогноз
Симптомы ангины обычно облегчаются в течение 3—5 дней, независимо от лечения. Лечение антибиотиками снижает риск осложнений и передачи инфекции, дети могут вернуться в школу через 24 часа после введения антибиотиков. Риск осложнений у взрослых низкий. У детей острая ревматическая лихорадка встречается редко в большинстве развитых стран. Однако это основная причина приобретенных болезней сердца в Индии, странах Африки к югу от Сахары и в некоторых частях Австралии.
Осложнения, возникающие при стрептококковой инфекции горла, включают:
- острую ревматическую лихорадку[38],
- скарлатину[39],
- синдром токсического стрептококкового шока[39],
- острый гломерулонефрит[39],
- синдром ПАНДАС[39],
- перитонзиллярный абсцесс[40],
- шейный лимфаденит[39],
- мастоидит[40].

## Эпидемиология
Фарингит, более широкая категория заболеваний, к которой относится стрептококковый фарингит, ежегодно диагностируется у 11 миллионов человек в США. Это причина 15 %—40 % ангины среди детей и 5 %—15 % среди взрослых. Заболевания обычно происходят в конце зимы — начале весны.